# L'elefante e la farfalla
L'elefante e la farfalla è il quinto album di Michele Zarrillo, pubblicato da RTI Music nel febbraio 1996.

## Il disco
Per tentare di confermare il successo del precedente album Come uomo tra gli uomini, Zarrillo affida nuovamente le sue musiche ai testi dell'amico Vincenzo Incenzo. La produzione è sempre curata da Alessandro Colombini.
Per presentare il lavoro, l'artista romano decide di partecipare nuovamente al Festival di Sanremo con la canzone che dà il titolo all'album. Il riscontro del pubblico è nuovamente favorevole, al punto che il pezzo diventa velocemente uno dei brani più importanti della carriera di Zarrillo. Dal disco vengono estratti altri quattro singoli: Non arriveranno i nostri (che partecipa al Festivalbar), Domani, Come hai potuto e L'infanzia negata. Lo stesso non accade per Occhi siciliani, che però diventerà un classico del repertorio del cantautore.
L'album vende complessivamente meno di quello precedente: L'elefante e la farfalla, infatti, arriva fino al 22º posto in classifica, attestandosi come 122º disco più venduto dell'anno.

## Tracce
Testi di Vincenzo Incenzo, musiche di Michele Zarrillo.
1. L'elefante e la farfalla
2. Occhi siciliani
3. Non arriveranno i nostri
4. Domani
5. Il sogno di Caterina
6. Come hai potuto
7. Dieci ragioni per vivere
8. Due ragazze
9. L'infanzia negata

## Formazione
- Michele Zarrillo – voce, cori, chitarra classica, tastiera
- Simone Sello – chitarra acustica, chitarra classica, chitarra elettrica
- Marco Colucci – tastiera, cori
- Massimo Pacciani – batteria
- Cesare Chiodo – basso
- Stephen Head – programmazione
- Lorenzo Maffia – tastiera, cori
- Lalla Francia, Paola Folli, Vincenzo Incenzo, Alessandro Colombini, Emanuela Cortesi – cori

## Classifiche
| Classifica (1996) | Posizione massima |
| ----------------- | ----------------- |
| Italia            | 22                |